# Elżbieta Pierzchała
Elżbieta Apolonia Pierzchała (* 5. Juli 1954 in Sosnowiec) ist eine polnische Politikerin der Platforma Obywatelska (Bürgerplattform).
Elżbieta Pierzchała studierte an der Schlesischen Technischen Universität und schloss das Studium am Fachbereich für Transport und Verkehr mit einem Ingenieur für Transportwesen ab. Zwischen 1978 und 2005 arbeitete sie für die Polskie Koleje Państwowe (Polnische Staatsbahnen). Dort war sie unter anderem Direktor der Schlesischen Regionaltransportbetriebe in Katowice. Ab 1998 war Elżbieta Pierzchała zugleich Mitglied im Sejmik der Woiwodschaft Schlesien. Bei den Parlamentswahlen im Jahr 2005 konnte sie ein Mandat für den Sejm erringen. Dieses verteidigte sie bei den vorgezogenen Parlamentswahlen 2007 mit 8553 Stimmen.
Elżbieta Pierzchała ist verwitwet und hat eine Tochter.